# Prawo do informacji geologicznej
Prawo do informacji geologicznej – prawo podmiotowe, którego przedmiotem jest informacja geologiczna. Na prawo to składa się zarówno uprawnienie do korzystania, jak i do rozporządzania informacją geologiczną. Jest to prawo niezbywalne, przysługujące Skarbowi Państwa na zasadzie wyłączności. Ma ono charakter cywilny, jednakże nie jest równoznaczne z prawem własności. Prawo to powstaje z mocy przepisów ustawy (PGG) z chwilą wytworzenia informacji geologicznej.
Prawo do informacji geologicznej jest prawem najsilniejszym  ze znanych systemowi prawa uprawnień dotyczących informacji geologicznej. Może być udostępniane każdemu zainteresowanemu jedynie do korzystania, w formie 'prawa do korzystania z informacji geologicznej'.